# Pokolj na Khíosu
Pokolj na Khíosu (francuski: Scène des massacres de Scio) je slavna romantičarska slika Eugenea Delacroixa koja je djelovala poticajno na francusku javnost koja je podržala francusko uključivanje u grčkom ratu za oslobođenje od Turske. 

## Povijest
Ovom slikom Delacroix je podjednako zadovoljio romantičarsko zanimanje za daleka egzotična mjesta i političku slobodu. Ovakvo stajalište je dijelio s Lordom Byronom koji je 1824. godine poginuo u Grčkoj pomažući grčku borbu za slobodu od turske vlasti.
Delacroix je u svibnju 1823. godine odlučio za pariški Salon naslikati pokolj Grka koji su izvršili Turci u travnju 1822. godine na otoku Khíosu pri čemu je ubijeno oko 20,000 ljudi a više od 70,000 deportirano. On je potražio svjedoke ovog događaja i preko svog ženinog brata Raymonda de Verniaca uspio se upoznati s pukovnikom Voutierom, francuskim oficirom koji je služio u grčkoj vojsci i koji je pokolj dokumentirao u svom djelu, Sjećanja (Mémoires). Delacroix je posudio orijentalne kostime od svog prijatelja Augustea, a faze u stvaranju slike je zabilježio kao nikada do tada u raznim tehnikama.
Prijem ovog djela na izložbi je bio uglavnom negativan. Alexandre Dumas je spomenuo kako se ispred izložene slika uvijek nalazi gomila ljudi, no slikar Antoine-Jean Gros ju je nazvao “Pokoljem umjetnosti”, a Stendhal ga je usporedio s pretjerivanjem u poeziji Vignyja. Kritičari Girodet i Thiers su ipak bili naklonjeniji i sliku je otkupila država za 6,000 franaka, a Delacroix je nagrađen medaljom druge klase. God. 1874. slika je prebačena iz Luxembourga u muzej Louvre.

## Odlike
Delacroix je pod utjecajem Johna Constablea, čija je djela vidio u Londonu, posvijetlio svoju paletu i koristio sitne poteze intenzivnih boja. Delacroix je potaknuo gledateljevu simpatiju prema Grčkoj prikazavši patnju i smrt Grka u prvom planu. Oni su individualizirani, čime je dao lice njihovom pozivu za pomoć. U isto vrijeme, iznimno se potrudio prikazati detalje njihove egzotične odjeće. Dva Turčina, jedan s pištoljem, a drugi na ržućem konju, prijete Grcima, dok se u iza njih diže dim sa zapaljenog sela u daljini.

## Vanjske poveznice
- Slika u muzeju Louvre  Arhivirana inačica izvorne stranice od 24. ožujka 2009. (Wayback Machine)